# Tommy Stinson

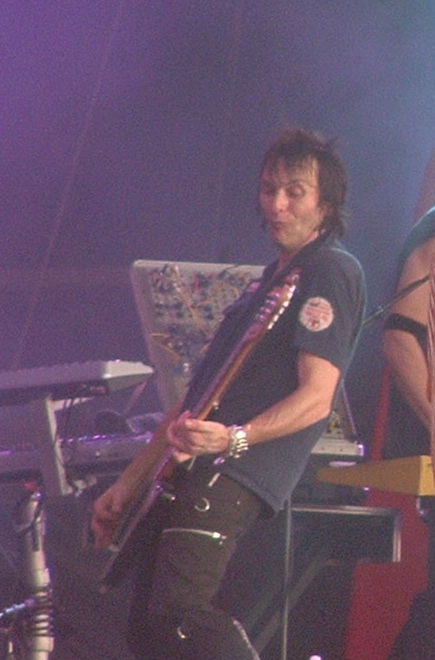
Tommy Stinson (2006)

Thomas Eugene „Tommy“ Stinson (* 6. Oktober 1966 in Minneapolis, Minnesota) ist ein US-amerikanischer Bassist und Gitarrist, der durch seine Tätigkeit für die Bands The Replacements und Guns N’ Roses bekannt geworden ist.

## Werdegang
Tommy Stinson war bereits als Zwölfjähriger zusammen mit seinem Halbbruder Bob Stinson Gründungsmitglied der 1980er Alternative-Rock-Band The Replacements aus Minneapolis. Anders als sein Bruder, der 1986 wegen Drogenproblemen die Band verlassen musste (und 1995 verstarb), war Tommy Stinson bis zum vorläufigen Ende der Band im Jahre 1991 Mitglied der Band.
Nach der Auflösung der Replacements formierte er die Band Bash & Pop, welche 1993 das Album Friday Night Is Killing Me veröffentlichten und 1994 zum Soundtrack des Films Clerks – Die Ladenhüter einen Song beisteuerten. Bei Bash & Pop war Stinson als Gitarrist und Sänger aktiv. Nach der Auflösung von Bash & Pop gründete er Perfect, welche 1996 eine EP namens When Squirrels Play Chicken veröffentlichten. 1997 nahmen sie ein Album namens Seven Days a Week auf, das aufgrund von Differenzen mit der Plattenfirma zurückgestellt wurde.
1998 spielte Stinson als Bassist zusammen mit Dave Grohl von den Foo Fighters den Rock-Remix von Puff Daddys It’s All About The Benjamins ein und ist auch im dazugehörigen Musikvideo zu sehen. Auf Einladung von Axl Rose wurde Stinson im Frühjahr 1998 Bassist der Band Guns N’ Roses, der er bis zum Jahr 2016 angehörte. Zum Einstand kaufte er sich deren Album Appetite For Destruction und erlernte die Bass-Parts. Stinson war auf der abgebrochenen Nordamerika-Tour 2002 dabei und war auch an den Aufnahmen zu dem erst im Jahre 2008 erschienenen Album Chinese Democracy beteiligt. Lange Zeit war der 1999 auf dem Soundtrack zum Film End of Days – Nacht ohne Morgen erschienene Song Oh my God die einzige bisher veröffentlichte Aufnahme mit einem Beitrag von Tommy Stinson.
2004 veröffentlichte Stinson sein erstes Solo-Album Village Gorilla Head; ebenfalls in diesem Jahr veröffentlichte seine Band Perfect das zunächst zurückgestellte Album Seven Days a Week, welches in Once Twice Three Times A Maybe umbenannt wurde. Im Herbst 2005 wurde Stinson nach dem Tod des Bassisten Karl Mueller für ein paar Tribut-Konzerte Mitglied bei Soul Asylum. Zusätzlich produzierte er außerdem das Debütalbum der Punkband Bobot Adrenaline aus Los Angeles. Im Dezember 2005 kam er mit seinen ehemaligen Bandkollegen Paul Westerberg und Chris Mars zusammen, um zwei neue Songs für eine Replacements-Compilation aufzunehmen.
Nachdem Tommy Stinson bereits in der Vergangenheit nicht bei allen Tourneen von Guns N’ Roses mitspielte und auf einer Südamerika-Tournee 2014 sogar von Duff McKagan, dem Bassisten der klassischen Guns-N’-Roses-Besetzung, abgelöst wurde, deutet die Band-Reunion 2016 mit McKagan und Slash auf ein endgültiges Ende von Stinson in der Band hin.

## Diskografie
(Zu Veröffentlichungen von The Replacements siehe dort)

### Mit Bash & Pop
- 1993: Friday Night Is Killing Me

### Mit Perfect
- 1996: When Squirrels Play Chicken, EP
- 2004: Once Twice Three Times A Maybe

### Mit Guns N’ Roses
- 1999: Oh my God (auf dem Soundtrack zu End of Days – Nacht ohne Morgen)
- 2008: Chinese Democracy

### Solo
- 2004: Village Gorilla Head
- 2011: One Man Mutiny